# Cathy Bou Ndjouh
Cathy Bou Ndjouh, née le 7 novembre 1987 à Douala, est une footballeuse camerounaise.  
Elle remporte la médaille d'argent à la Coupe d'Afrique des Nations de football féminin en Namibie avec l'équipe nationale du Cameroun.

## Biographie

### Débuts
Cathy Bou Ndjouh est née le 7 novembre 1987 à Douala au Cameroun. Elle commence sa carrière en 2013, avec le club nigérian Rivers Angels F.C. En 2014, le club remporte la coupe du Nigeria de football féminin. 
En 2015 elle joue pour le club FK Minsk.  

### Carrière
En octobre 2014 Cathy Bou Ndjouh participe à la Coupe d'Afrique des Nations de football féminin en Namibie avec l'équipe nationale du Cameroun. Elle occupe le poste de défenseur centrale. L'équipe est vice championne d'Afrique à la fin de cette compétition.